# 中筋村 (兵庫県)
中筋村（なかすじむら）は兵庫県北東部、城崎郡に属していた村。現在の豊岡市中心部の南方、円山川中流の右岸にあたる。

## 地理
- 河川：円山川、出石川

## 歴史
- 1889年（明治22年）4月1日 - 町村制の施行により、中ノ郷村、引野村、土淵村、加陽村、清冷寺村、伏村、八社宮村が合併して気多郡中筋村が発足。
- 1896年（明治29年）4月1日 - 所属郡が城崎郡に変更。
- 1950年（昭和25年）4月1日 - 豊岡町・五荘村・新田村と合併して豊岡市が発足。同日中筋村廃止。